# Derrick Williams (futbolista)
Derrick Shaun Williams (Hamburgo, Alemania, 17 de enero de 1993) es un futbolista irlandés que juega de defensa en el Reading F. C. de la League One de Inglaterra.
Juega internacionalmente para la selección de Irlanda.

## Inicios
Williams nació en Hamburgo, Alemania, en 1993, su madre es irlandesa y su padre de estadounidense. Su padre en ese entonces servía para el Ejército de los Estados Unidos, así que su familia vivía algunos periodos en Alemania y otros en los Estados Unidos. En el año 2000, cuando Williams tenía la edad de siete años, su familia se estableció en Waterford, Irlanda. Fue aquí donde comenzó a jugar al fútbol. A la edad de 15 años, el Manchester United le ofreció un contrato, sin embargo se decidió unir al Aston Villa por tener mejores opciones de llegar al primer equipo desde la academia.

## Trayectoria

### Aston Villa
Llegó a la academia del Aston Villa en 2009. Comenzó a entrenar con el primer equipo en la temporada 2011-12.
Williams debutó profesionalmente en el empate 1-1 de la Premier League contra el Queens Park Rangers, donde entró por Chris Herd el 1 de diciembre de 2012.

### Bristol City
Fichó por el Bristol City, recién descendido a la League One, por tres años el 24 de junio de 2013. Debutó en la victoria de visita por 2-0 al Gillingham en la Copa de la Liga el 6 de agosto, donde con el tiempo ganó la titularidad y jugó la mayoría de los encuentros de esa temporada. Anotó su primer gol profesional el 15 de febrero de 2014 al Tranmere Rovers, donde empataron por 2-2.
Para la temporada 2014-15 fue parte del plantel que jugó la final del Football League Trophy en el estadio de Wembley el 22 de marzo de 2015, donde vencieron al Walsall por 2-0. Williams fue un jugador habitual en la campaña del City que logró el ascenso a la Championship, con tres fechas restantes, esa temporada.

### Blackburn Rovers
El 26 de agosto de 2016 se unió al Blackburn Rovers de la EFL Championship, firmando un contrato por tres años. Anotó su primer gol para el club en el empate a uno frente al Cardiff City. En su primera temporada en los Rovers, jugó 39 encuentros de liga y tres de FA Cup, donde además fue nombrado jugador de la temporada 2016-17 del club.

### Estados Unidos
En marzo de 2021 se marchó a la Major League Soccer para jugar en Los Angeles Galaxy. En dos temporadas disputó más de 50 partidos con el equipo antes de anunciarse su salida en noviembre de 2022 al D. C. United. En esta franquicia estuvo un año y en enero de 2024 se unió al Atlanta United F. C.

### Regreso a Inglaterra
En agosto de 2025 volvió al fútbol inglés después de firmar por dos temporadas con el Reading F. C.

## Selección nacional
Williams podía ser convocado para jugar por Alemania, Estados Unidos y la República de Irlanda. Representó a Irlanda en las categorías sub-19 y sub-21.
El 28 de mayo de 2018 hizo su debut internacional con la selección de la República de Irlanda en un amistoso contra Francia en el Stade De France.

## Estadísticas

### Clubes
Actualizado al último partido disputado el 10 de agosto de 2025.
| Club                                | Div.          | Temporada     | Liga  | Liga  | Copas nacionales | Copas nacionales | Copas internacionales | Copas internacionales | Total | Total |
| Club                                | Div.          | Temporada     | Part. | Goles | Part.            | Goles            | Part.                 | Goles                 | Part. | Goles |
| ----------------------------------- | ------------- | ------------- | ----- | ----- | ---------------- | ---------------- | --------------------- | --------------------- | ----- | ----- |
| Aston Villa F. C. Inglaterra        | 1.ª           | 2011-12       | 0     | 0     | 0                | 0                | ―                     | ―                     | 0     | 0     |
| Aston Villa F. C. Inglaterra        | 1.ª           | 2012-13       | 1     | 0     | 0                | 0                | ―                     | ―                     | 1     | 0     |
| Aston Villa F. C. Inglaterra        | Total club    | Total club    | 1     | 0     | 0                | 0                | ―                     | ―                     | 1     | 0     |
| Bristol City F. C. Inglaterra       | 3.ª           | 2013-14       | 43    | 1     | 5                | 0                | ―                     | ―                     | 48    | 1     |
| Bristol City F. C. Inglaterra       | 3.ª           | 2014-15       | 44    | 2     | 11               | 1                | ―                     | ―                     | 55    | 3     |
| Bristol City F. C. Inglaterra       | 2.ª           | 2015-16       | 24    | 1     | 2                | 0                | ―                     | ―                     | 26    | 1     |
| Bristol City F. C. Inglaterra       | 2.ª           | 2016-17       | 0     | 0     | 2                | 0                | ―                     | ―                     | 2     | 0     |
| Bristol City F. C. Inglaterra       | Total club    | Total club    | 111   | 4     | 20               | 1                | ―                     | ―                     | 131   | 5     |
| Blackburn Rovers F. C. Inglaterra   | 2.ª           | 2016-17       | 39    | 1     | 3                | 0                | ―                     | ―                     | 42    | 1     |
| Blackburn Rovers F. C. Inglaterra   | 3.ª           | 2017-18       | 45    | 1     | 6                | 0                | ―                     | ―                     | 51    | 1     |
| Blackburn Rovers F. C. Inglaterra   | 2.ª           | 2018-19       | 27    | 0     | 2                | 0                | ―                     | ―                     | 29    | 0     |
| Blackburn Rovers F. C. Inglaterra   | 2.ª           | 2019-20       | 17    | 3     | 2                | 0                | ―                     | ―                     | 19    | 3     |
| Blackburn Rovers F. C. Inglaterra   | 2.ª           | 2020-21       | 10    | 1     | 1                | 0                | ―                     | ―                     | 11    | 1     |
| Blackburn Rovers F. C. Inglaterra   | Total club    | Total club    | 138   | 6     | 14               | 0                | ―                     | ―                     | 152   | 6     |
| Los Angeles Galaxy Estados Unidos   | 1.ª           | 2021          | 21    | 0     | ―                | ―                | ―                     | ―                     | 21    | 0     |
| Los Angeles Galaxy Estados Unidos   | 1.ª           | 2022          | 28    | 0     | 2                | 0                | ―                     | ―                     | 30    | 0     |
| Los Angeles Galaxy Estados Unidos   | Total club    | Total club    | 49    | 0     | 2                | 0                | ―                     | ―                     | 51    | 0     |
| D. C. United Estados Unidos         | 1.ª           | 2023          | 24    | 1     | 0                | 0                | 3                     | 0                     | 27    | 1     |
| D. C. United Estados Unidos         | Total club    | Total club    | 24    | 1     | 0                | 0                | 3                     | 0                     | 27    | 1     |
| Atlanta United F. C. Estados Unidos | 1.ª           | 2024          | 32    | 1     | 0                | 0                | 1                     | 0                     | 33    | 1     |
| Atlanta United F. C. Estados Unidos | 1.ª           | 2025          | 17    | 1     | ―                | ―                | 1                     | 0                     | 18    | 1     |
| Atlanta United F. C. Estados Unidos | Total club    | Total club    | 49    | 2     | 0                | 0                | 2                     | 0                     | 51    | 2     |
| Reading F. C. Inglaterra            | 3.ª           | 2025-26       | 0     | 0     | 0                | 0                | ―                     | ―                     | 0     | 0     |
| Reading F. C. Inglaterra            | Total club    | Total club    | 0     | 0     | 0                | 0                | 0                     | 0                     | 0     | 0     |
| Total carrera                       | Total carrera | Total carrera | 372   | 13    | 36               | 1                | 5                     | 0                     | 413   | 13    |
| 1. 2.                               |               |               |       |       |                  |                  |                       |                       |       |       |

### Selección nacional
| Selección        | Temporada     | Encuentros | Encuentros |
| Selección        | Temporada     | Part.      | Goles      |
| ---------------- | ------------- | ---------- | ---------- |
| sub-19 Irlanda   | 2011-2012     | 8          | 0          |
| sub-19 Irlanda   | Total         | 8          | 0          |
| sub-21 Irlanda   | 2012-2013     | 6          | 0          |
| sub-21 Irlanda   | Total         | 6          | 0          |
| Absoluta Irlanda | 2018          | 1          | 0          |
| Absoluta Irlanda | 2019          | 2          | 1          |
| Absoluta Irlanda | Total         | 3          | 1          |
| Total carrera    | Total carrera | 17         | 1          |

## Palmarés

### Títulos nacionales
| Título                 | Club               | País       | Año     |
| ---------------------- | ------------------ | ---------- | ------- |
| Football League Trophy | Bristol City F. C. | Inglaterra | 2014-15 |
| Football League One    | Bristol City F. C. | Inglaterra | 2014-15 |

### Distinciones individuales
| Distinción                                        | Año     |
| ------------------------------------------------- | ------- |
| Jugador de la temporada de Blackburn Rovers F. C. | 2016-17 |